# Lewis Edward Herzog
Lewis Edward Herzog (* 15. Oktober 1868 in Philadelphia; † 27. Mai 1943 in Washington, D.C.) war ein US-amerikanischer Landschaftsmaler der Düsseldorfer Schule.

## Leben und Werk
Sein Vater Hermann Ottomar Herzog war ein bekannter deutscher Maler, der ursprünglich aus Bremen, Deutschland, stammte und Ende der 1860er Jahre nach Philadelphia übersiedelte, wo Lewis Herzog zur Welt kam.
Lewis Herzog, auch Louis genannt, reiste nach London, Berlin, München und Rom. Von 1888 bis 1893 studierte er an der Kunstakademie Düsseldorf, unter anderem bei Heinrich Lauenstein, Adolf Schill, Hugo Crola, Johann Peter Theodor Janssen und Carl Ernst Forberg. Von 1891 bis 1893 besuchte er dort die Landschafterklasse von Eugen Dücker. Während des Studiums wurde er Mitglied der studentischen Malerverbindung Tartarus und wurde dort Dux genannt. Ab 1893 folgte eine längere Studienreise nach Venedig, anfänglich begleitet von dem jungen Maler Alfred Sohn-Rethel. Ein Skizzenbuch mit „Düsseldorf“ datiert 1888, und ein weiteres mit der Aufschrift „1890“, welches Szenen aus Venedig enthält, bestätigt dies. 1897 nahm er an der 2. L’Esposizione Internazionale d’Arte, La Biennale di Venezia teil. Im Gegensatz zu seinem Vater Hermann Herzog entwickelte Lewis Herzog einen mutigen, malerischen Stil. Das Bild „Canal in Venedig“ von 1899 zeigt eine Gondel, die sich schnell im Kanal bewegt.
Zurück in den USA stellte er seine in Europa von 1893 bis 1898 entstandenen Bilder in der Pennsylvania Academy of the Fine Arts aus. Im Jahre 1898 erhielt Herzog einen Auftrag von Harper’s Magazine, Bilder des Spanisch-Amerikanischen Krieges auszuführen. 1904 gewann Herzog eine Bronzemedaille bei der The Saint Louis World’s Fair in St. Louis, wo er die Bilder „Makrelen-Boote“ und „Nantucket-Dünen“ zeigte. 1912 war sein Bild „Quiet Evening“ ein Teil der National-Academy-of-Design-Winterausstellung in New York City.
Ab 1909 lebte er mit seiner Familie auf North Haven Island im Penobscot Bay. Im Ersten Weltkrieg arbeitete Herzog in einer von der US-Marine getarnten Unterkunft. 1921 war er mit dem Bild „Die Mittagsstunde“ bei einer Ausstellungen der Society of Independent Artists vertreten, und bei der Pennsylvania Academy mit dem Bild „Winter-Dämmerung“.
Herzog starb während einer Bahnfahrt zwischen Quantico, Virginia und Washington, D.C. am 27. Mai 1943.